# Piotr Nóvikov
Piotr Serguéyevich Nóvikov (en ruso: Пётр Сергеевич Новиков; 1901-1975) fue un matemático ruso que trabajó en lógica matemática, teoría de conjuntos, física matemática y teoría de grupos.

## Biografía
Piotr Serguéyevich Nóvikov fue hijo de un comerciante moscovita. En 1919, ingresó en la Universidad Estatal de Moscú, aunque sus estudios se vieron interrumpidos entre 1920 y 1922 por su servicio en el Ejército Rojo durante la guerra civil rusa. En 1925, completó sus estudios y emprendió investigaciones bajo la dirección de Nikolái Luzin. Enseñó en el Instituto de Tecnología Química y en 1934 ingresó como miembro en el Instituto Steklov de Matemáticas. Defendió su tesis doctoral (Kandidat) en 1935 y fue contratado como profesor de universidad en 1939. Entre 1944 y 1972, dirigió el departamento de Análisis del Seminario Estatal de Formación de Profesores de Moscú. En 1953, fue nombrado miembro correspondiente, y en 1960 miembro plenario, de la Academia de Ciencias de la URSS. Se jubiló en 1973.

## Vida personal
En 1935, contrajo matrimonio con la matemática Liudmila Kéldysh, también alumna de Luzin y profesora del Instituto Steklov. Tuvieron cinco hijos, entre los cuales el matemático Serguéi Nóvikov, galardonado con la medalla Fields, y el astrónomo Leonid Nóvikov.

## Contribuciones científicas
Piotr Nóvikov demostró en 1943 la consistencia de la aritmética con las definiciones recursivas. En 1955, demostró la indecidibilidad del problema de la palabra para los grupos. Este resultado le valió el premio Lenin en 1957.
Nóvikov también hizo contribuciones importantes para la resolución del problema de Burnside («¿es finito todo grupo de torsión finitamente engendrado?»). Su primera demostración, de 1959, de la existencia de tales grupos infinitos, era incompleta; en 1968, él y Serguéi Adián demostraron la existencia de un grupo infinito para exponentes {\displaystyle n\geq 4381}. La cota fue mejorada en 1979, en el libro de Adián The Burnside Problem and Identities in Groups [El problema de Burnside y las identidades en los grupos], donde Adián da el límite inferior {\displaystyle n\geq 665}. Adián redujo posteriormente esta cota a 101.
Entre sus alumnos, destacó Borís Trájtenbrot. Nóvikov publicó un libro particularmente notable, Elementy matematicheskoi logiki [Elementos de lógica matemática] (Moscú, 1959), traducido al inglés por Leo F. Boron bajo el título Elements of Mathematical Logic (Edimburgo, 1964), al alemán bajo el título Grundzüge der mathematischen Logik (Vieweg 1973) y al francés bajo el título Introduction à la logique mathématique (1964).